# Radiovittaria gardneriana
Radiovittaria gardneriana är en kantbräkenväxtart som först beskrevs av Fée, och fick sitt nu gällande namn av E. H. Crane. Radiovittaria gardneriana ingår i släktet Radiovittaria och familjen Pteridaceae. Inga underarter finns listade.